# یواس‌اس کریتاک (۱۸۶۱)
یواس‌اس کریتاک (۱۸۶۱) (به انگلیسی: USS Currituck (1861)) یک کشتی بود که طول آن ۱۲۰ فوت (۳۷ متر) بود.